# Steven Wilson

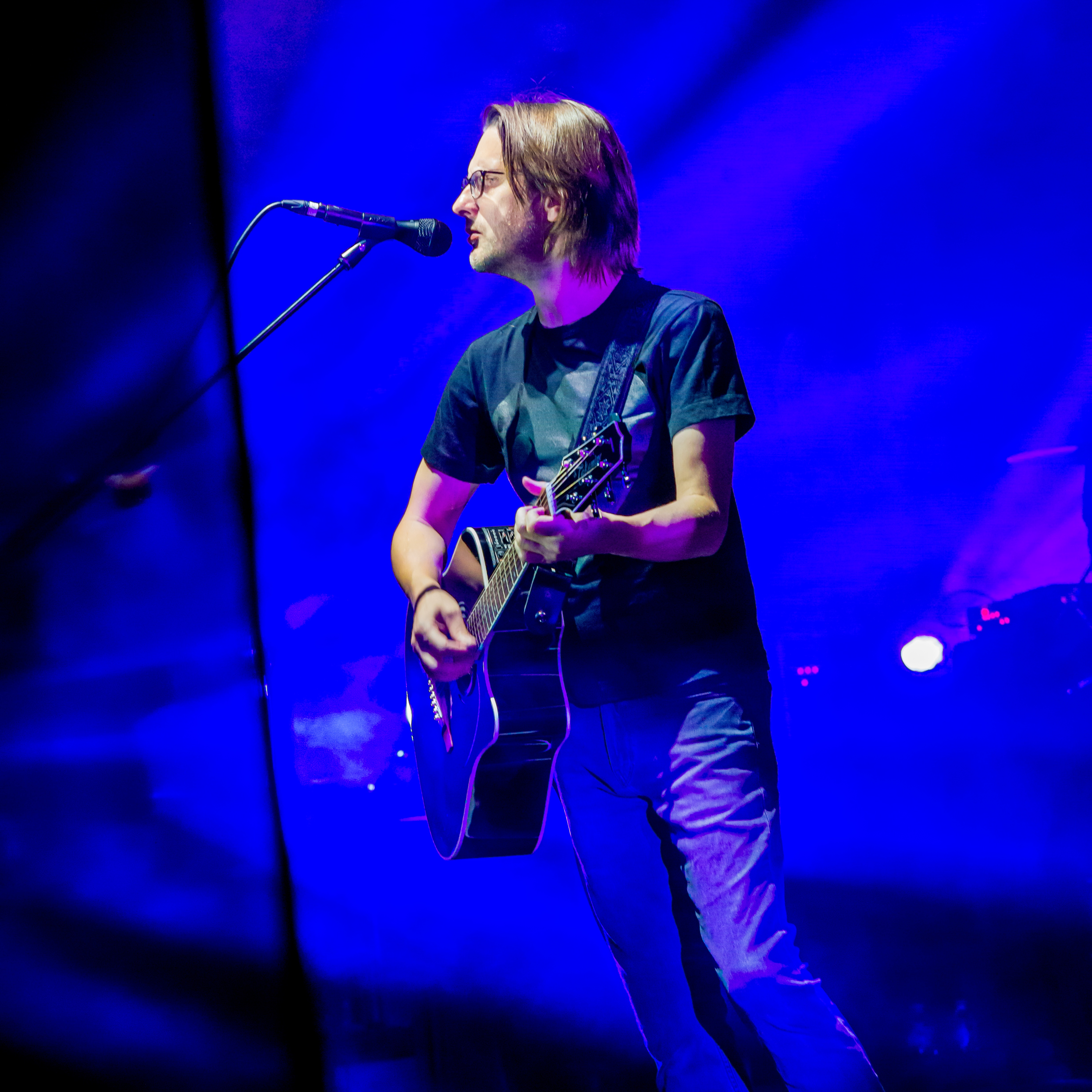
Steve Wilson, Zelt-Musik-Festival 2018 Freiburg, Německo

Steven John Wilson (* 3. listopadu 1967 Londýn) je britský zpěvák a kytarista. Zakladatel rockové skupiny Porcupine Tree (od roku 1987), spolu s izraelským hudebníkem Avivem Geffenem působí v projektu Blackfield (od roku 2001). Také členem hudebních skupin No-Man (od roku 1987), Bass Communion (od roku 1994), Incredible Expanding Mindfuck (1996–2001), Storm Corrosion (od roku 2010). Rovněž remixoval alba skupin Jethro Tull a King Crimson.

## Sólová diskografie
- Insurgentes (2008)
- Grace for Drowning (2011)
- The Raven That Refused to Sing (And Other Stories) (2013)
- Hand. Cannot. Erase. (2015)
- To the Bone (2017)
- The Future Bites (2021)
- The Harmony Codex (2023)
- The Overview (2025)